# Lockheed Constellation
Dimensions
Le Lockheed Constellation (Connie) est un avion de ligne à hélices avec quatre moteurs en étoile Wright R-3350 de 18 cylindres. Il est construit par Lockheed entre 1943 et 1958 dans son usine de Burbank en Californie. Un total de 856 appareils sont produits dans plusieurs versions, toutes reconnaissables à la triple dérive et au fuselage en forme de dauphin. Le Constellation est utilisé comme avion de ligne et comme avion de transport militaire par les États-Unis, en particulier lors du pont aérien de Berlin. Il est l'avion présidentiel du président américain Dwight David Eisenhower.

## Conception et développement

### Études de conception initiales

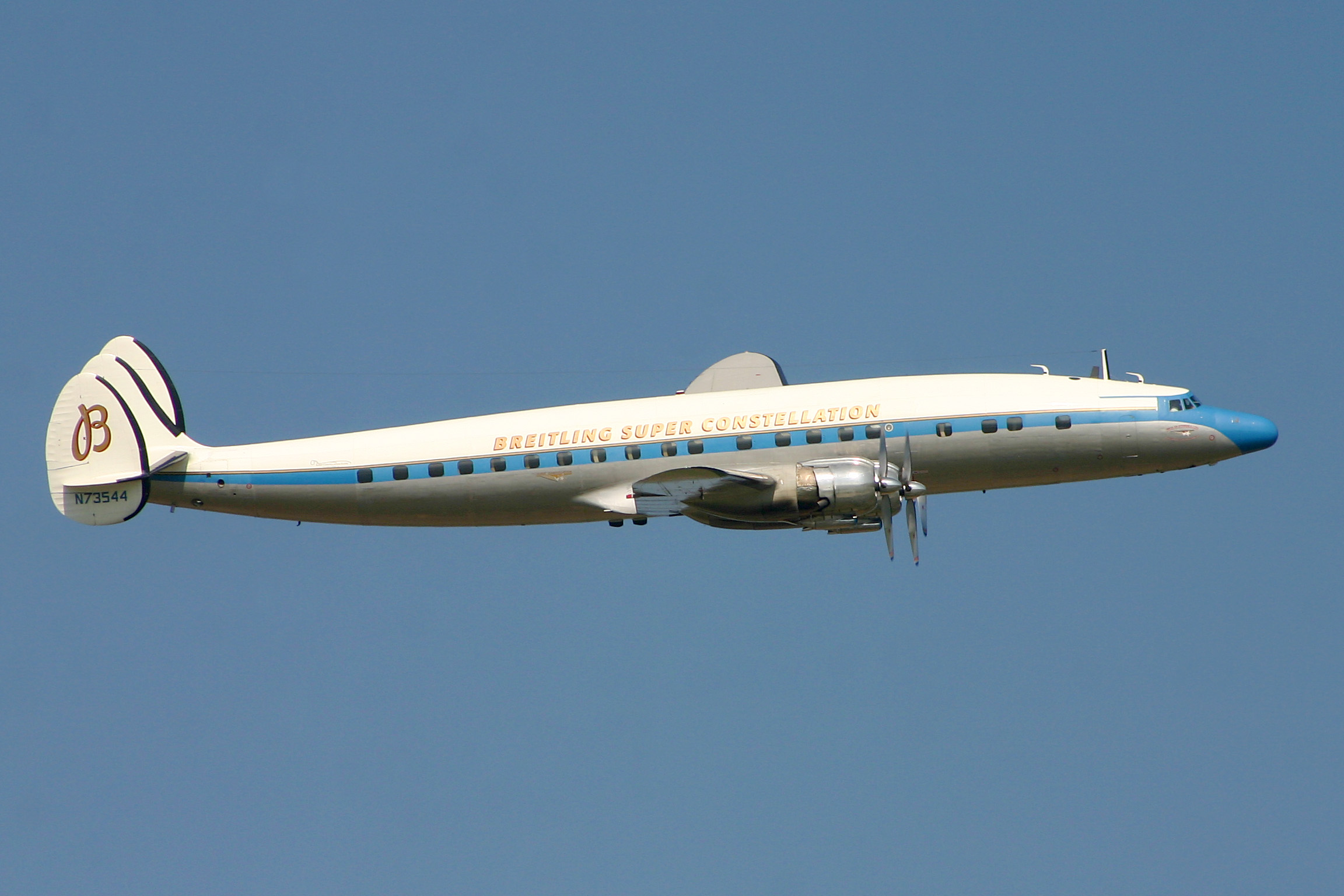
Le C-121C Super Constellation préservé de l'association suisse Super Constellation Flyers Association, immatriculé N73544 en 2004.

Depuis 1937, Lockheed travaille sur le L-044 Excalibur (en), un avion de ligne quadrimoteur à cabine pressurisée. En 1939, la compagnie aérienne Trans World Airlines (TWA), à l'instigation de son principal actionnaire, Howard Hughes, demande l'étude d'un avion de ligne intercontinental de 40 passagers avec un rayon d'action de 3 500 mi (5 630 km), bien au-dessus des spécifications du projet Excalibur. Les exigences de la TWA conduisent à la construction du L-049 Constellation, conçu par les ingénieurs de Lockheed dont Kelly Johnson et Hall Hibbard. Willis Hawkins (en), un autre ingénieur de Lockheed, soutient que le programme Excalibur est simplement une couverture pour le Constellation.

### Développement duConstellation
Le dessin de l'aile du Constellation est proche de celui du P-38 Lightning, il n'en diffère essentiellement que par la taille. Le train tricycle, inhabituel sur les gros porteurs de l'époque, est un autre point commun. La triple dérive caractéristique est choisie pour réduire la hauteur totale de l'avion (une dérive simple devrait être beaucoup plus haute en compensation) et lui permettre d'accéder aux hangars. Les nouveaux équipements comprennent des commandes assistées hydrauliquement et un système de dégivrage pneumatique utilisé sur les bords d'attaque des ailes et de l'empennage. L'avion a une vitesse maximale de plus de 550 km/h, supérieure par exemple à celle d'un chasseur Zero japonais, une vitesse de croisière de 480 km/h et un plafond de 7 300 mètres.
Selon Anthony Sampson dans Empires of the Sky, ce dessin complexe a peut-être été initié par Lockheed, mais l'idée, la forme, les capacités, l'apparence et la philosophie du Constellation sont le résultat des interventions de Howard Hughes au cours de la conception.

## Histoire opérationnelle

### Seconde Guerre mondiale

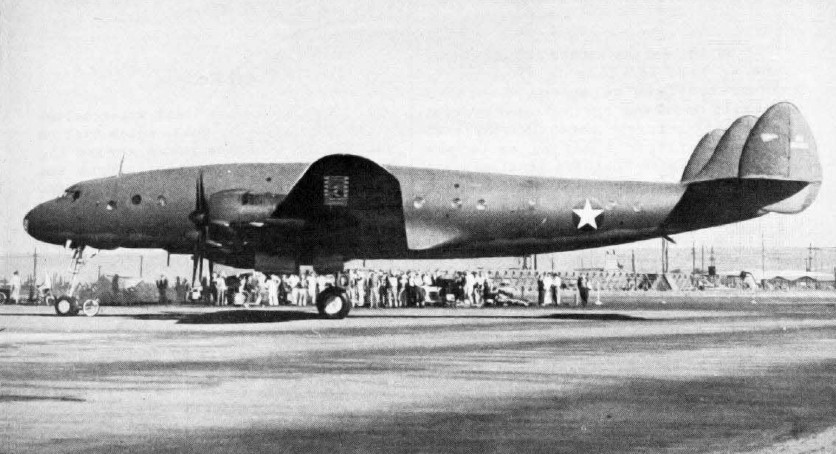
Le premier Lockheed Constellation le 9 janvier 1943.

Avec le début de la Seconde Guerre mondiale, les avions de la TWA entrant en production sont convertis en une commande d'avions de transport militaires C-69 Constellation, avec deux-cent-deux appareils destinés à l'United States Army Air Forces (USAAF). Le premier prototype (immatriculation civile NX25600) vole le 9 janvier 1943, un vol de convoyage de Burbank à Muroc Field pour des essais. Edmund Eddie Allen, envoyé par Boeing, occupe le siège de gauche, avec comme copilote Milo Burcham de chez Lockheed. Rudy Thoren et Kelly Johnson sont également à bord.
Lockheed propose le modèle L-249 comme bombardier à long rayon d'action. Il reçoit la désignation militaire XB-30 mais l'avion n'est pas développé. Un projet pour un avion de transport de troupes à très long rayon d'action, le C-69B (L-349, commandé par la Pan Am en 1940 comme L-149), est annulé. Un seul C-69C, un avion de transport VIP de quarante trois sièges, est construit en 1945 à l'usine Lockheed-Burbank.
Au cours de la guerre, le C-69 est très utilisé comme transport de troupes à grande vitesse et longue portée. Un total de vingt-deux C-69 sont achevés avant la fin des hostilités, mais ils n'entrent pas tous en service militaire. L'USAAF résilie le reste de la commande en 1945.

### Après la guerre

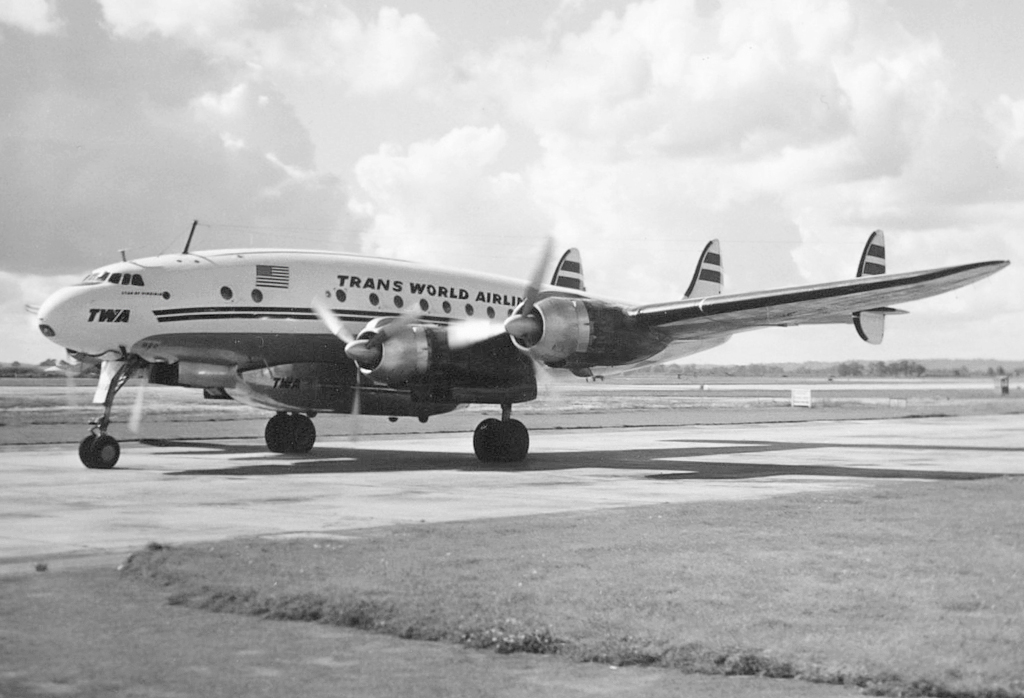
L-749A Constellation de la TWA à Heathrow en 1954 avec un conteneur de fret « Speedpack » sous le fuselage.

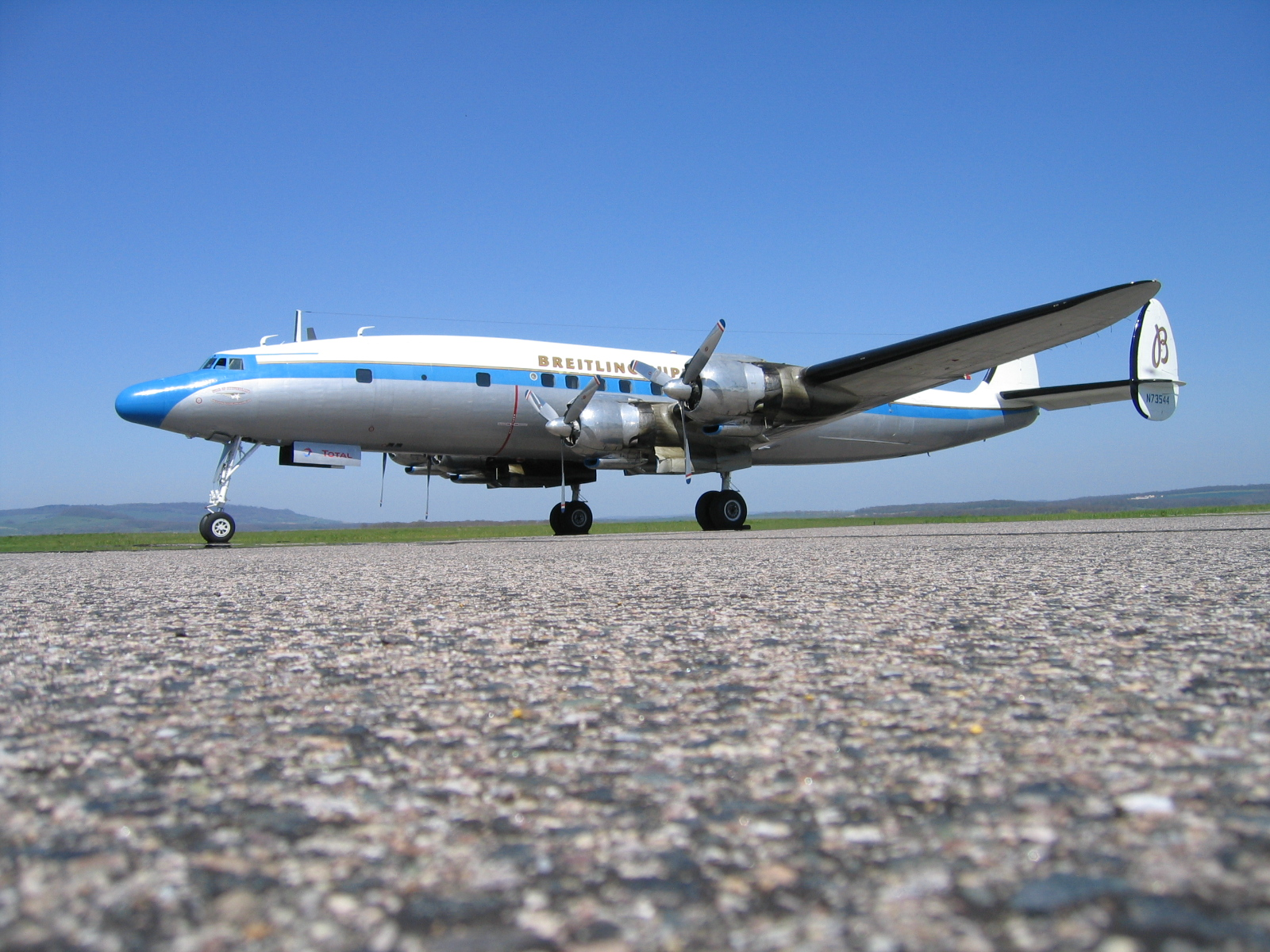
Super Constellation (C-121C) de l'association suisse Super Constellation Flyers Association. Il est l'un des trois appareils volant encore dans le monde et le seul en Europe.

Après la Seconde Guerre mondiale, le Constellation est un avion de ligne apprécié et rapide. Les appareils déjà en production pour l'USAAF comme transports C-69 sont achevés comme avions de ligne, et la TWA reçoit le premier le 1er octobre 1945. Le premier vol expérimental transatlantique de la TWA part de Washington, D.C., le 3 décembre 1945, pour arriver à Paris le 4 décembre via Gander et Shannon.
Le service transatlantique de la Trans World Airlines (TWA) débute le 6 février 1946 avec un vol en Constellation entre New York et Paris. Le 17 juin 1947, Pan American World Airways ouvre le tout premier service régulier prévu autour du monde avec ses L-749 Clipper America. Le célèbre vol « Pan Am 1 » est exploité jusqu'en 1982.
En tant que premier avion de ligne pressurisé en utilisation généralisée, le Constellation inaugure l'ère du service aérien abordable et confortable. Les exploitants du Constellation sont la TWA, Eastern Air Lines, Pan American World Airways, Air France, la BOAC, KLM, Qantas, Lufthansa, Iberia Airlines, Panair do Brasil, TAP Portugal, Trans-Canada Air Lines (renommée plus tard Air Canada), Aer Lingus, VARIG, Avianca, Cubana de Aviación, Royal Air Maroc et Línea Aeropostal Venezolana.

### Premières difficultés
Le Constellation connaît trois accidents au cours des dix premiers mois de service, ce qui entraîne temporairement une réduction de son emploi comme avion de ligne. Le 18 juin 1946, un moteur d'un appareil de la Pan American prend feu et se détache. L'équipage effectue un atterrissage d'urgence qui ne fait pas de victime, puis l'avion accomplit son vol de retour en traversant l'Amérique en onze heures trente pour être réparé, en volant sur seulement trois moteurs. Cependant, le 11 juillet, un avion de Transcontinental et Western Air est victime d'un incendie en vol, s'écrase dans un champ et cinq des six personnes à bord perdent la vie. Les accidents entraînent la suspension des certificats de navigabilité des Constellation, le temps que Lockheed apporte les modifications nécessaires.
Le Constellation est sujet à des pannes de moteur, ce qui lui vaut le surnom de « meilleur trimoteur du monde » (« World's Finest Trimotor ») dans certains milieux.

### Records
Grâce à leurs lignes pures et à leur puissance, les Constellation établissent un certain nombre de records. Le 17 avril 1944, le deuxième C-69 de production, piloté par Howard Hughes et le président de la TWA Jack Frye, vole de Burbank (Californie) à Washington, D.C. en six heures et cinquante sept minutes (soit trois mille sept cents kilomètres à une vitesse moyenne de 532,5 km/h). Pour le vol de retour, l'appareil fait escale à Wright Field pour offrir son dernier vol à Orville Wright, plus de quarante ans après son premier vol historique. Celui-ci fait remarquer que l'envergure du Constellation est plus grande que la longueur de son premier vol.
Le 29 septembre 1957, un L-1649A Starliner vole de Los Angeles à Londres en dix huit heures et trente deux minutes (environ huit mille sept cent vingt trois kilomètres à 470,6 km/h). Le L-1649A détient le record pour le vol de passagers le plus long sans escale. Au cours du vol inaugural Londres-San Francisco de la TWA le 1er et 2 octobre 1957, l'avion reste en l'air pendant vingt trois heures et dix neuf minutes (environ huit mille six cent dix kilomètres à 369,2 km/h).

### Obsolescence

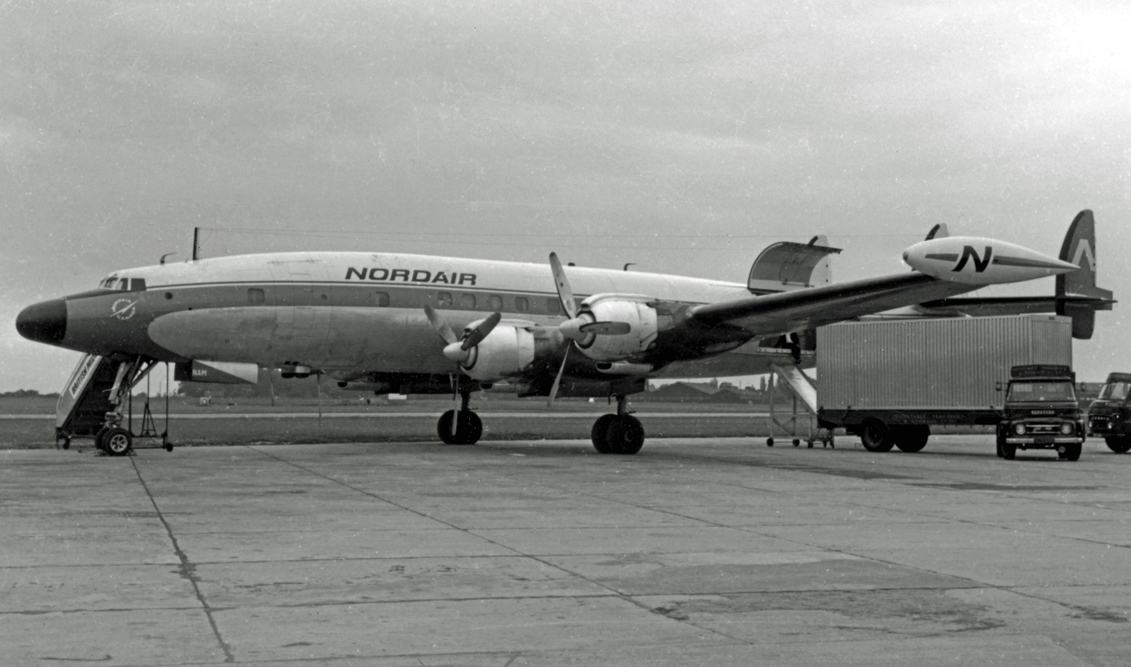
L-1049H cargo de Nordair Canada à l'aéroport de Manchester en 1966.

L'avènement des avions de ligne à réaction, avec le de Havilland Comet, le Boeing 707, la Caravelle, le Douglas DC-8 et le Convair 880, frappe d'obsolescence le Constellation et ses moteurs à pistons. Les premières lignes laissées aux jets sont les longs itinéraires intercontinentaux, mais le Constellation continue de voler sur les lignes intérieures. Le dernier vol passager prévu dans les quarante huit États est effectué par un L-749 de la TWA le 11 mai 1967, de Philadelphie à Kansas City (Missouri). Cependant, les Constellation restent encore quelque temps en service cargo, et sont utilisés dans des sections de soutien du service de navette d'Eastern Airlines entre New York, Washington et Boston jusqu'en 1968. Un Constellation d'Eastern détient encore à ce jour le record pour un vol de New York à Washington, un peu plus de trente minutes s'étant écoulées entre le décollage et l'atterrissage. Le record est effectué avant l'imposition d'une limitation de vitesse par la FAA en dessous de dix mille pieds (trois mille cinquante mètres).
Une des raisons de l'élégance de l'avion est la forme de son fuselage. Ce dessin est retenu afin de rehausser l'empennage de façon à laisser les dérives à l'abri du flux d'air perturbé venant des hélices, tandis que le nez est légèrement plongeant afin de limiter la hauteur de la jambe du train avant. Mais la section continûment variable du fuselage fait qu'il n'y a pas deux éléments identiques, ce qui implique de forts coûts de fabrication (les fuselages des avions de ligne modernes ont une forme cylindrique régulière réalisée par assemblage d'éléments largement standardisés, forme offrant de surcroît une meilleure résistance aux cycles répétés de pressurisation). Ce choix technique a de plus pénalisé le Constellation en bridant ses possibilités d'évolutions, comparé à son concurrent le Douglas DC-4, qui a ensuite évolué en DC-6 puis DC-7 par, entre autres, l'allongement du fuselage.
À la suite de l'arrêt de la production du Constellation, Lockheed choisit de ne pas développer d'avion de ligne à réaction de première génération mais plutôt de s'en tenir à son activité militaire et à la production de ses modestes avions de ligne L-188 Electra à turbopropulseurs. Lockheed souhaite ne pas construire de grand avion de ligne jusqu'à son L-1011 TriStar, qui fait ses débuts en 1972. Bien qu'étant une merveille technologique (atterrissage en tout-temps avec assistance à la navigation et sobriété des moteurs), le L-1011 est un échec commercial et Lockheed se retire définitivement du marché des avions de ligne en 1983.

## Versions
Les premières versions militaires utilisent la désignation Lockheed de L-049 ; comme la Seconde Guerre mondiale touche à sa fin, quelques-uns sont terminés comme L-049 Constellation civils suivis par le L-149 (L-049 modifié pour emporter plus de réservoirs de carburant). Le premier Constellation construit comme avion de transport de passagers est le L-649 plus puissant et le L-749 (qui a plus de carburant à l'extrémité des ailes), le L-849 (un modèle jamais construit équipé de moteur R-3350 adoptés pour le L-1049), le L-949 (jamais construit, version passagers avec du fret, qui doit être appelé « combi »), suivi par le L-1049 Super Constellation (avec un fuselage plus long), le L-1149 (proposé pour être équipé de moteurs à turbine Allison) et le L-1249 (en) (similaire au L-1149, construit comme R7V-2/YC-121F), le L-1449 (pas construit, proposition pour L-1049G, allongé de cent quarante centimètres, avec une nouvelle voilure et de nouveaux moteurs) et le L-1549 (pas construit, prévu pour un L-1449 allongé de deux cent quarante centimètres et le L-1649 Starliner (nouvelle voilure et fuselage de L-1049G).
Les versions militaires sont le C-69 et le C-121 pour l'Army Air Forces/Air Force et le R7O, R7V-1 (L-1049B), EC-121, WV-1 (L-749A), WV-2 (L-1049B, largement connu comme le Willie Victor) et plusieurs désignations de EC-121 pour la Navy,.

### Désignations constructeur

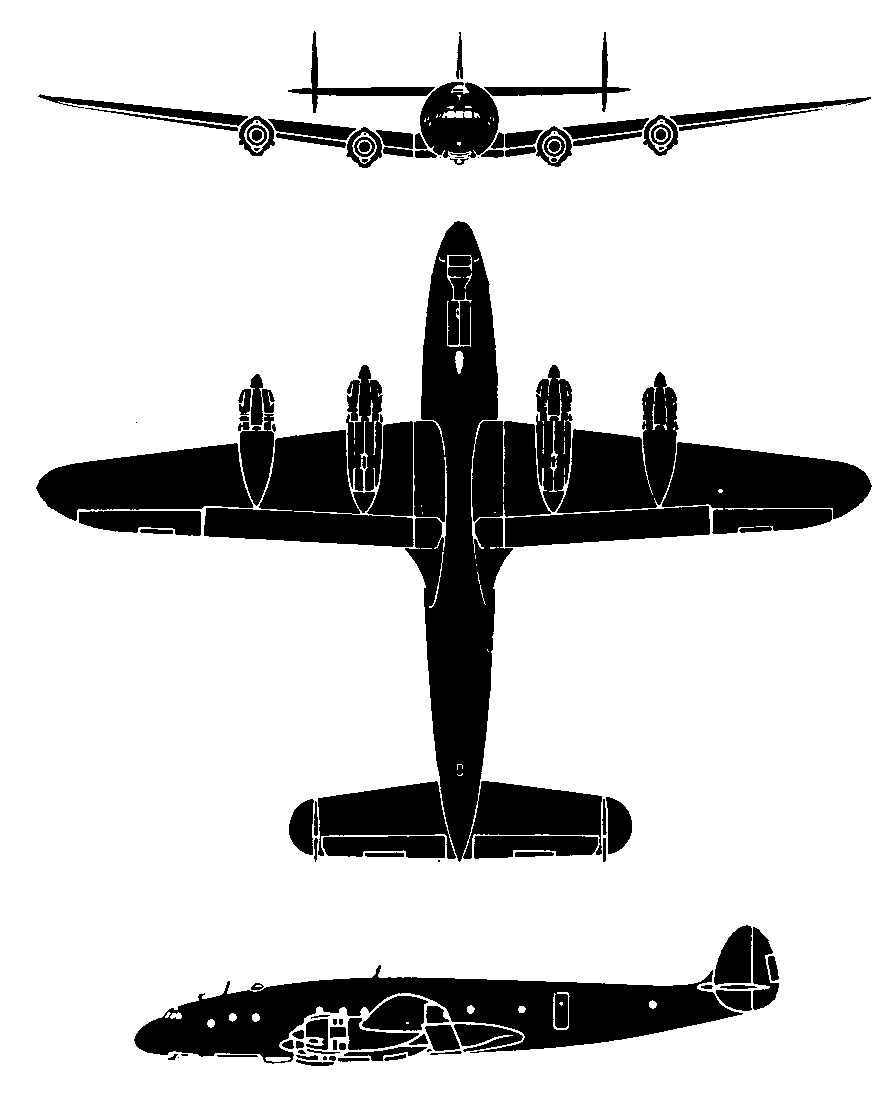
Silhouette du L-749A.

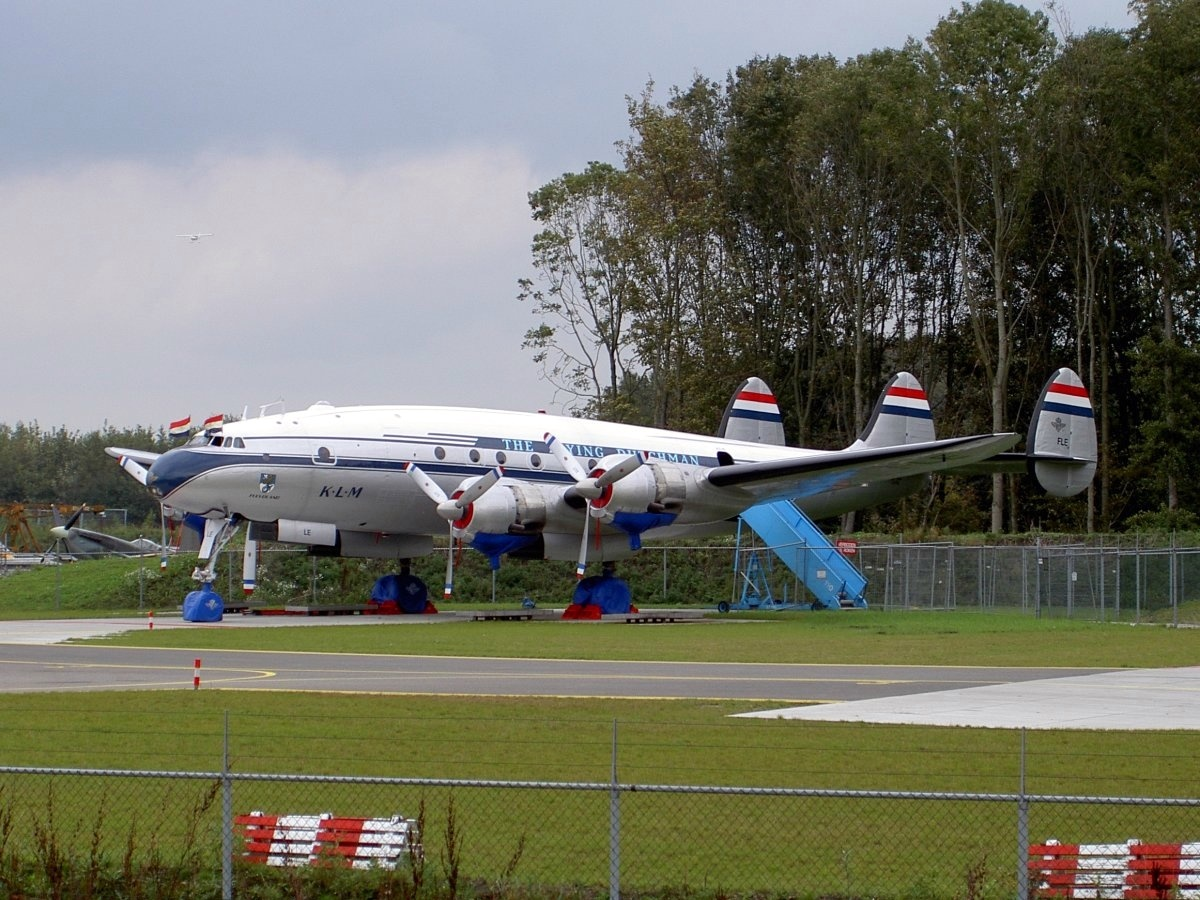
Un L-749 Constellation [N749NL] au musée Aviodrome situé à Lelystad (Pays-Bas).

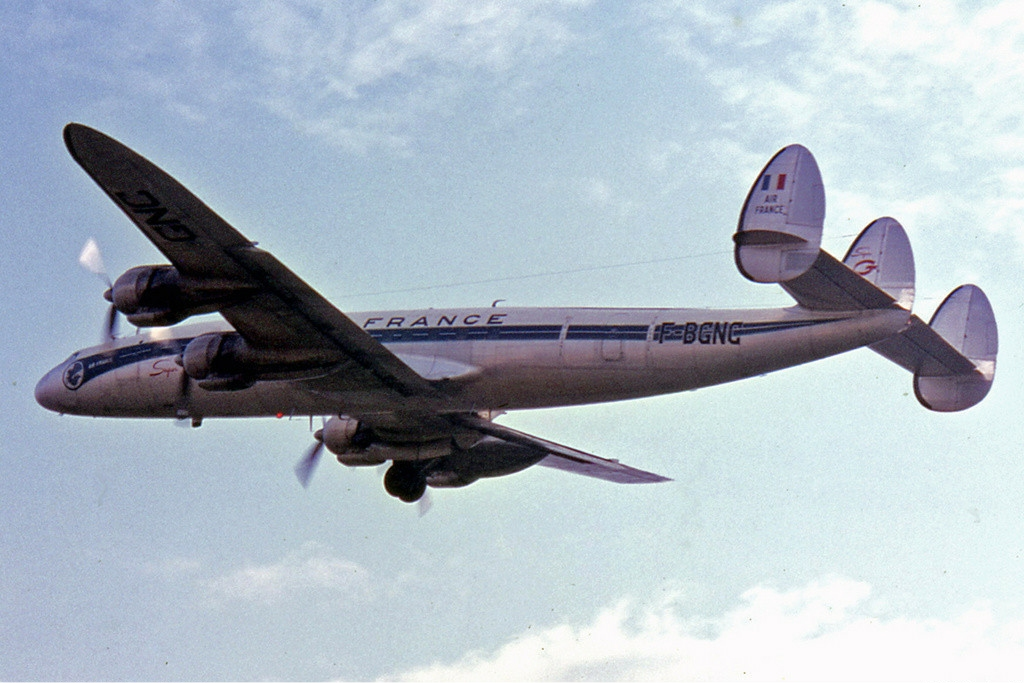
Un L-1049G Super Constellation d'Air France en vol.

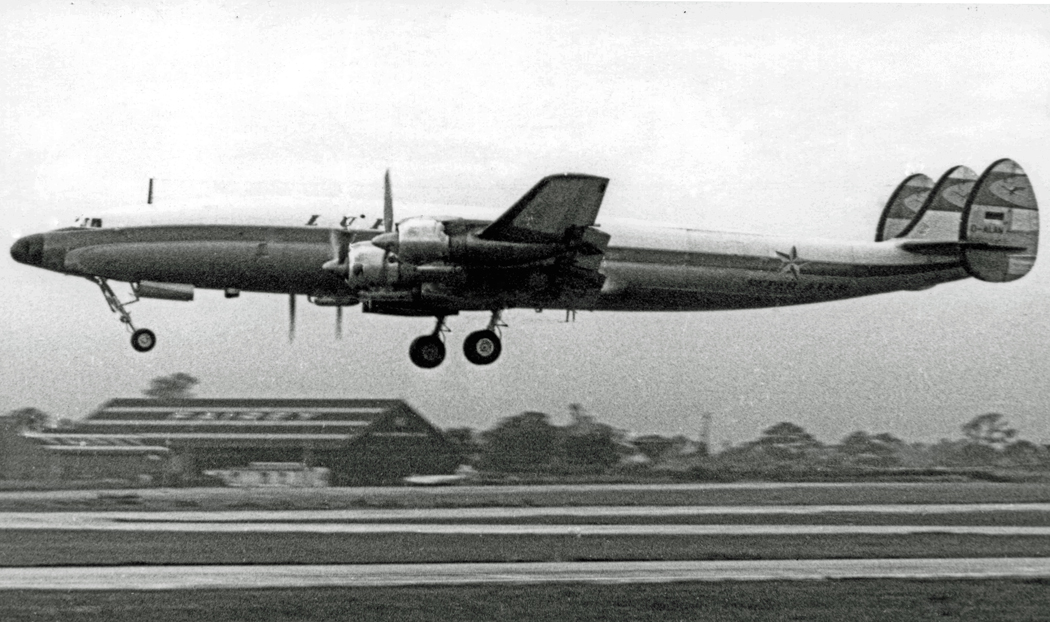
Un L-1649A Starliner de la Lufthansa au décollage de l'aéroport de Manchester.

| L-049        | Le L-049 est l'avion de ligne initial, bien que quelques premiers L-049 ont commencé comme avions de transport militaires et terminé comme avions de ligne. L'avion L-649 est le suivant, avec des moteurs plus puissants, mais il est rapidement amélioré au standard L-749 avec des réservoirs additionnels. 88 L-049, 14 L-649 et 131 L-749 sont construits, y compris les conversions des premiers modèles et les versions militaires. Les vingt deux premiers appareils sont livrés comme avions de transport C-69 ; premier vol le 9 janvier 1943.                             |
| L-149        | modification du L-049 pour intégrer des réservoirs additionnels aux extrémités des ailes pour une plus grande autonomie. Les versions de production sont prévues pour la « Pan-Am », mais aucune n'entre en production. |
| L-249        | désignation constructeur du bombardier XB-30. Le projet est annulé en faveur du Boeing B-29. |
| L-349        | désignation du constructeur pour le C-69B ; jamais construit. |
| L-449        | version inconnue proposée pour un avion de ligne. |
| L-549        | désignation du constructeur pour le C-69C ; un exemplaire construit. |
| L-649        | quatre moteurs Wright R-3350-749C18BD de 2 500 ch chacun, plus de quatre vingt une places, premier vol le 19 octobre 1946. |
| L-649A       | fuselage et train d'atterrissage renforcés. |
| L-749        | capacité en carburant de 23 640 L, permettant à l'avion de réaliser des vols transatlantiques sans escale, premier vol le 14 mars 1947. |
| L-749A       | fuselage et train d'atterrissage renforcés. |
| L-749B       | motorisé avec des turbines. Projet annulé en raison de l'absence d'un groupe motopropulseur convenable. |
| L-849        | projet de version du L-749 qui devait être équipé de moteurs Wright R-3350 TurboCompound. |
| L-949        | Speedfreighter, version combi du L-849 avec un allongement du fuselage de cinq mètres soixante. |
| L-1049       | première version de production, vingt quatre construits. Version agrandie de cinq mètres soixante avec une capacité maximale de cent neuf passagers, vitres de hublots carrées ; tous les L-1049C et modèles ultérieurs ont des moteurs TurboCompound. Quelques modèles ultérieurs ont des réservoirs additionnels aux extrémités des ailes. Premier vol le 14 juillet 1951. Cinq cent soixante dix neuf construits, dont les versions militaires. |
| L-1049A      | désignation constructeur des WV-2, WV-3, EC-121D et RC-121D. |
| L-1049B      | désignation constructeur des R7V-2, RC-121C et VC-121E. |
| L-1049C      | version civile du L-1049B pour cent dix passagers avec quatre moteurs R-3350-87TC18DA-1 Turbocompound de 3 250 ch chacun, quarante huit exemplaires construits. |
| L-1049D      | version cargo du L-1049B avec des ailes et un fuselage modifiés et une grande porte cargo, quatre exemplaires construits. |
| L-1049E      | version passager du L-1049D, vingt huit exemplaires construits. |
| L-1049F      | désignation constructeur du C-121C. |
| L-1049G      | version perfectionnée avec quatre moteurs R-3350-972TC18DA-3 d'une plus grande puissance maximale continue, capacité d'emport de réservoirs d'extrémités d'ailes, 102 exemplaires construits. |
| L-1049H      | version aménageable passagers/cargo du L-1049G avec une grande porte cargo, 53 exemplaires construits. |
| L-1049J      | projet de L-1049G avec les ailes du R7V-2. |
| L-1149       | projet de version des L-1049G et L-1049H motorisée avec des turbopropulseurs Allison. |
| L-1249A (en) | désignation constructeur des R7V-2 et YC-121F. |
| L-1249B (en) | projet de version passagers du R7V-2/YC-121F motorisée avec des turbopropulseurs. |
| L-1349       | non identifié. Selon Dominique Breffort, aucun projet n'a existé avec la désignation L-1349, peut-être en raison de la superstition liée au nombre 13. |
| L-1449       | projet de version à turbopropulseurs du L-1049G avec un fuselage allongé et une nouvelle voilure. |
| L-1549       | projet de version agrandie du L-1449. |
| L-1649A      | Starliner, version de production, R-3350-988TC18EA12 Turbo Cyclone de 3 400 ch chacun. Avions de passagers à long rayon d'action conçu pour rivaliser avec le Douglas DC-7C. Le radôme classique pour le radar météo augmente sa longueur de soixante dix huit centimètres par rapport du L-1049 sans radôme. Nouvelle section de voilure avec une extrémité droite, et plus grande capacité d'emport de carburant fournissant une autonomie de onze mille quatre vingt kilomètres ; premier vol le 10 octobre 1956. Quarante quatre exemplaires sont construits, dont le prototype. |
| L-1649B      | projet de version à turbopropulseurs du L-1649A. |
| L-051        | désignation constructeur du projet XB-30. |
| L-084        | le XW2V-1 est un projet de version radar du WV-2 destiné à la Navy, avec la voilure du Starliner. Il doit être équipé de quatre moteurs Allison T56-A8 et de missiles pour se protéger contre les chasseurs. Considérablement différent de ses prédécesseurs, il reçoit la désignation Lockheed L-084. |

### Désignations militaires

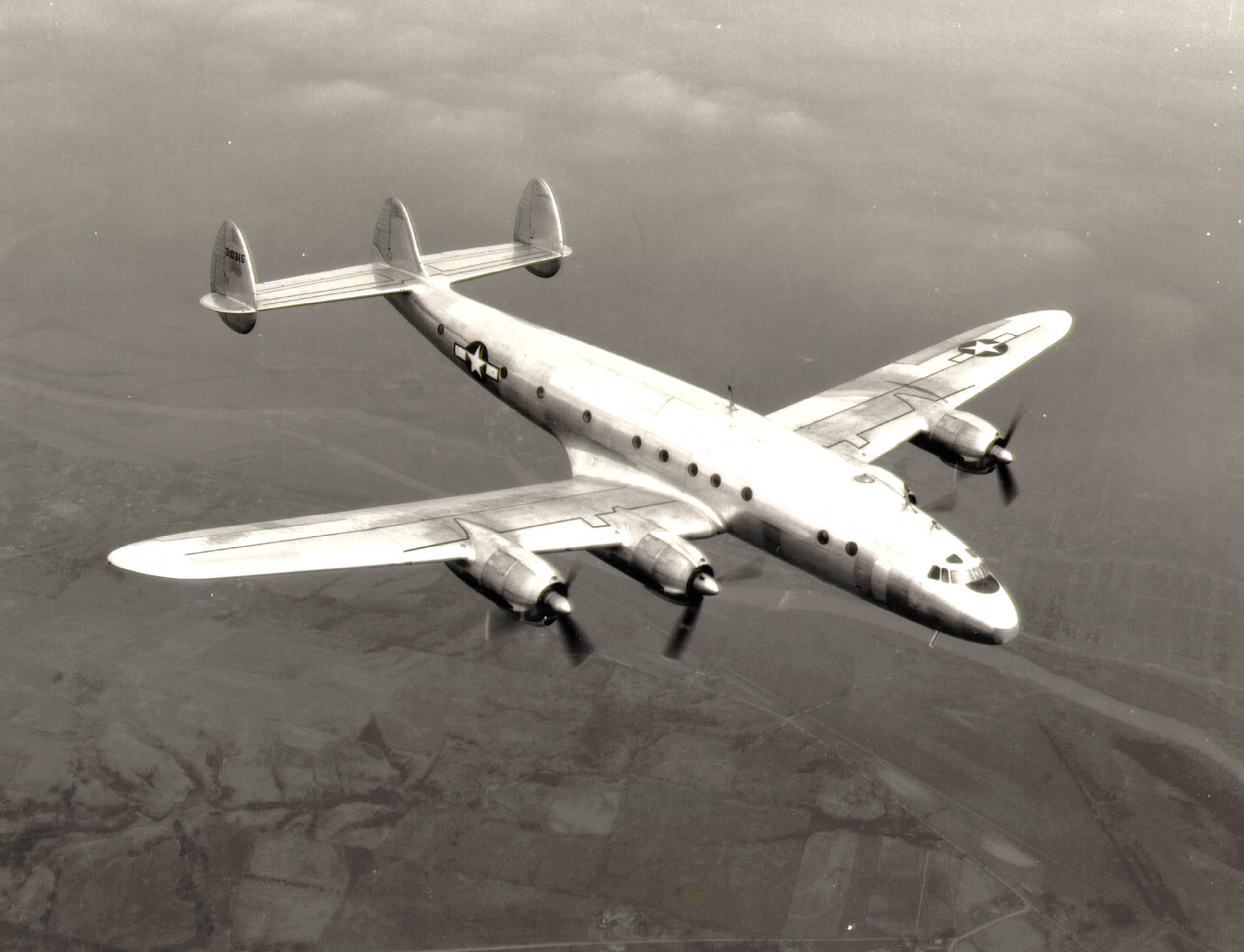
La version initiale du C-69.

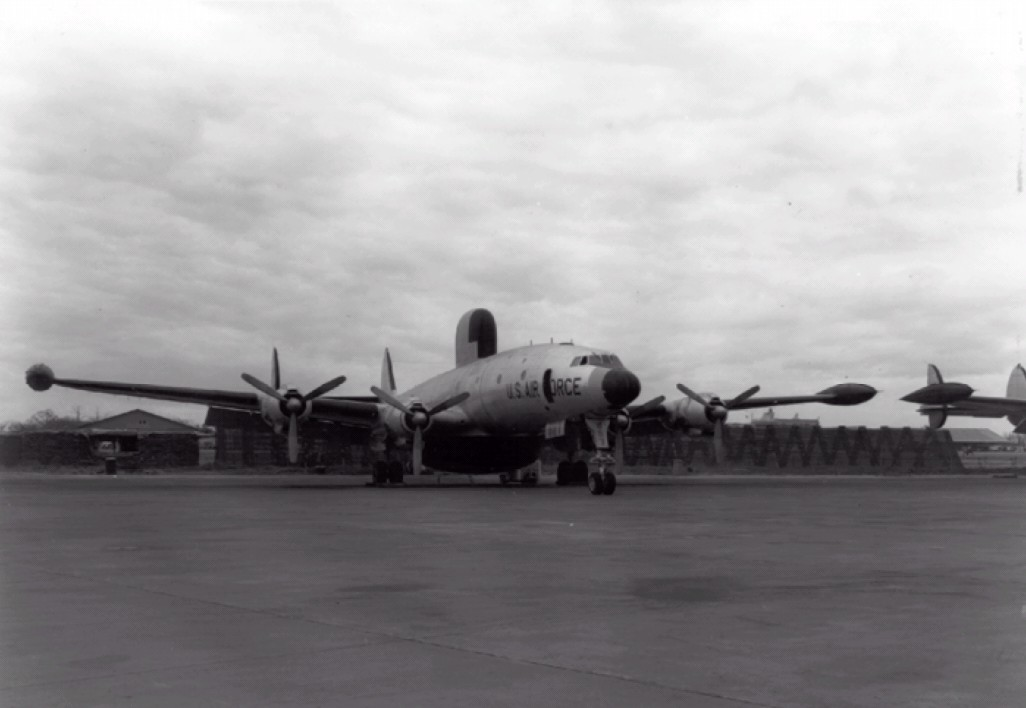
Un EC-121D « College Eye » à Korat RTAFB.

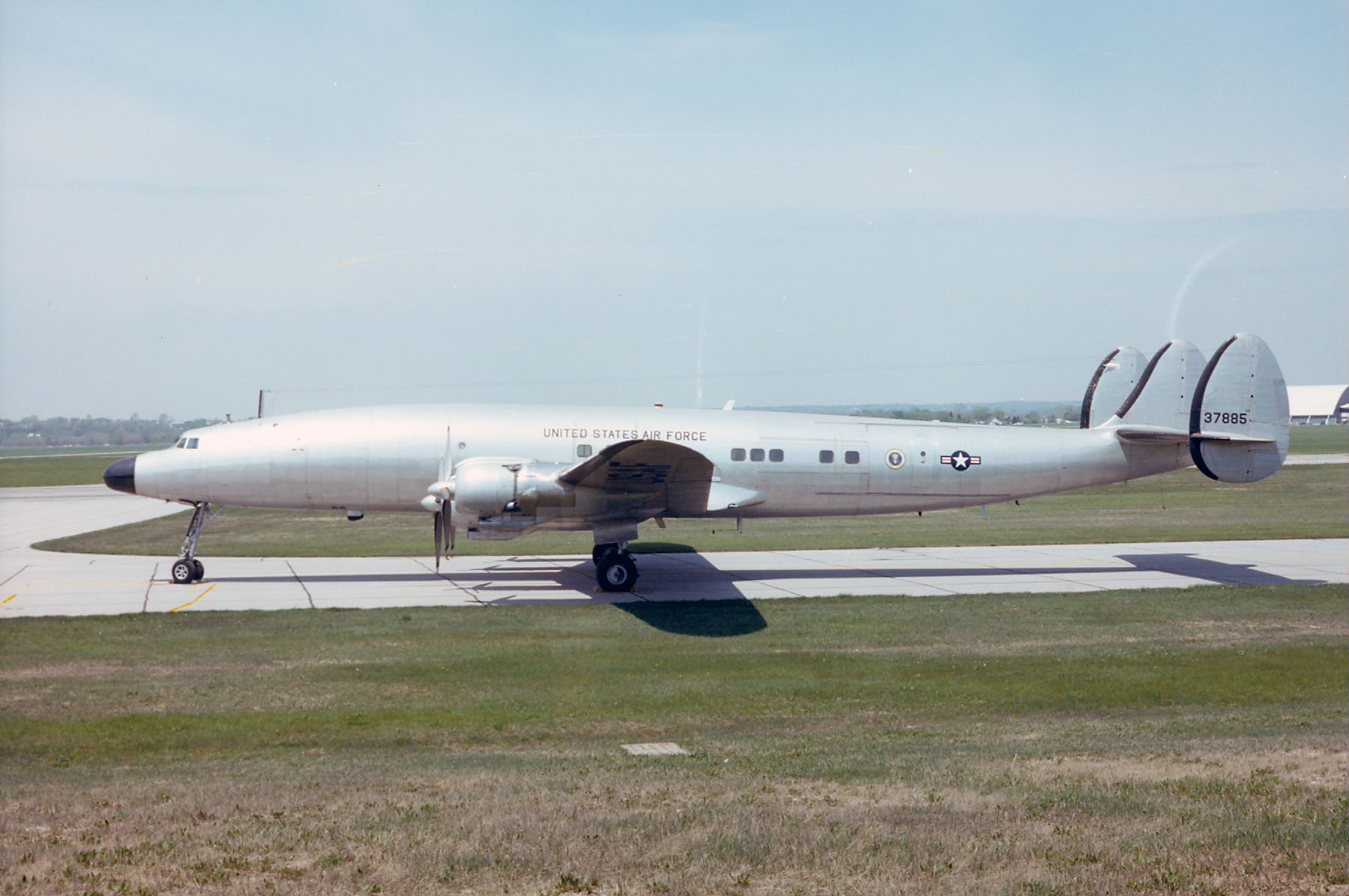
Deux VC-121E Constellation, nommés Columbine II et Columbine III ont été utilisés par le président Dwight Eisenhower.

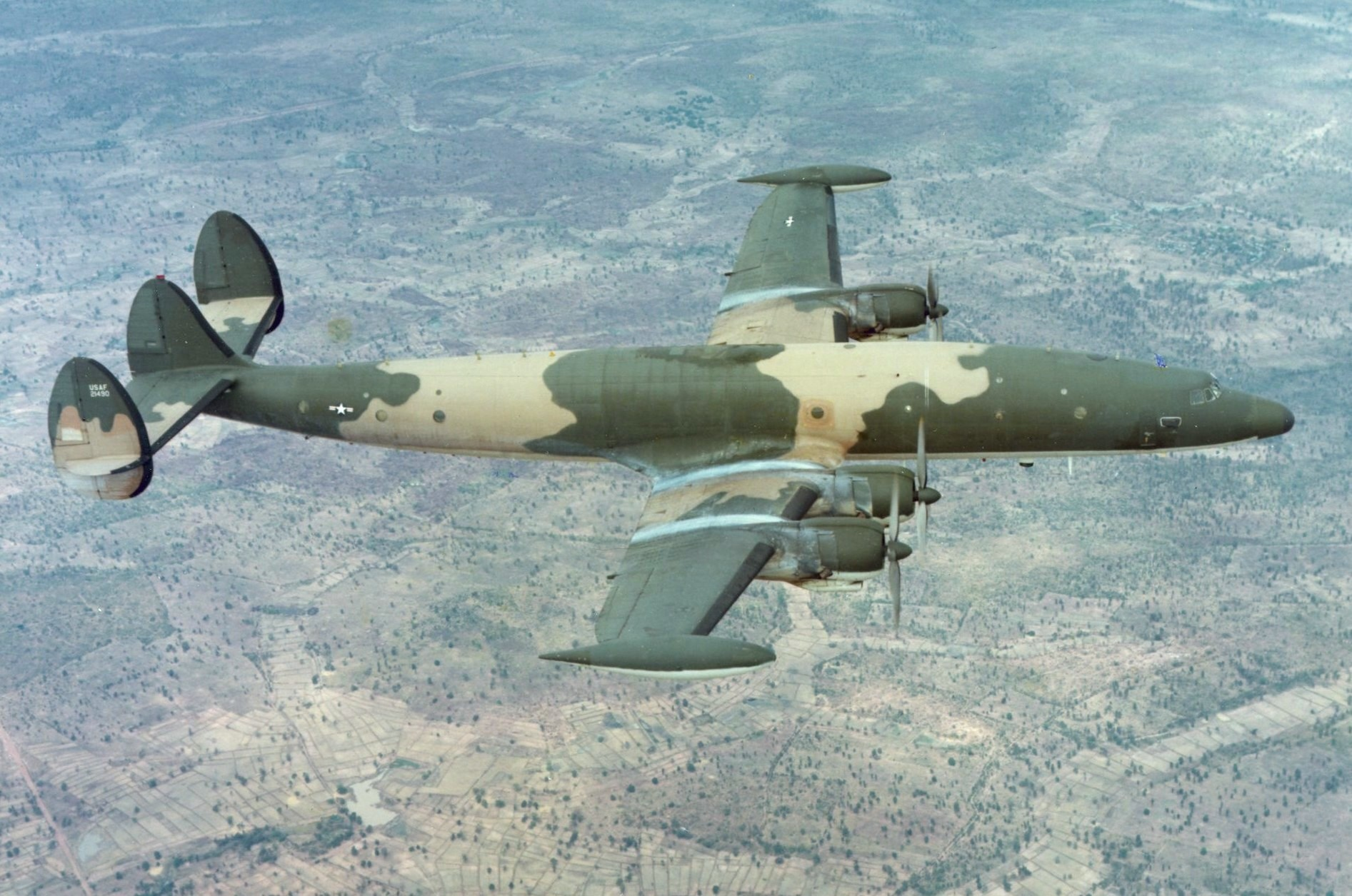
Un EC-121R « Batcat » au-dessus de l'Asie du Sud-Est.

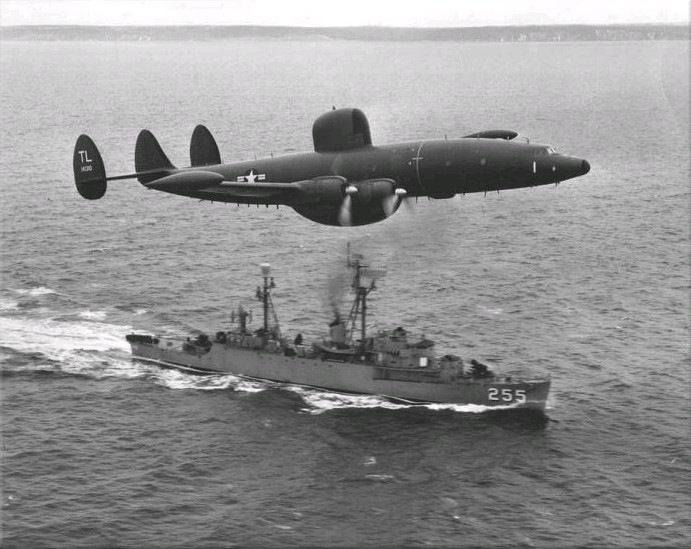
Un WV-2 Warning Star en 1957.

| XB-30 | version bombardier du C-69. Reçoit la désignation de modèle L-051 et par la suite L-249. |
| XC-69 | désignation pour le prototype du Constellation ; un seul exemplaire construit. Le C-69 est la version initiale de transport militaire pour l'USAAF. Tous les appareils construits pendant la Seconde Guerre mondiale sont mis en service militaire sous cette désignation. |

| C-69    | version initiale de transport de troupes. Presque tous les appareils sont convertis en avions de ligne L-049. Vingt-deux exemplaires sont construits.                 |

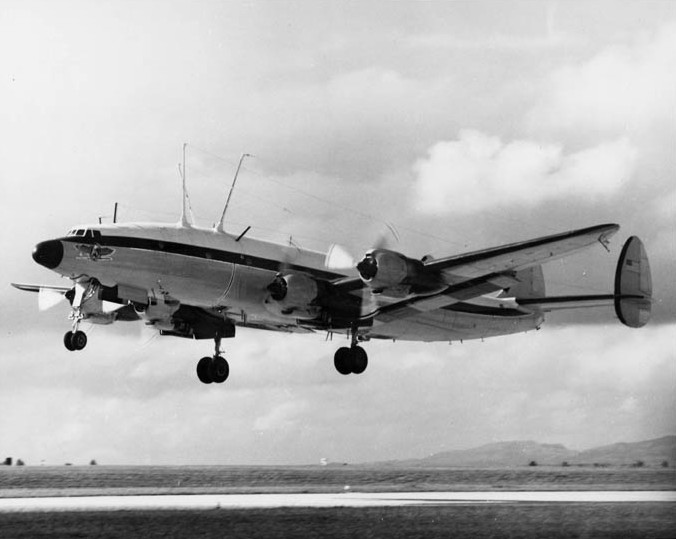
Un NC-121J utilisé au Viêt Nam.

| C-69A   | projet de version à long rayon d'action du C-69. |
| C-69B   | projet de version à long rayon d'action du C-69 conçu pour emporter les moteurs du B-29 Superfortress en Chine. Reçoit la désignation modèle L-349.                   |
| C-69C-1 | avion de transport VIP, redésigné par la suite ZC-69C-1. Seul un appareil est produit. Désignation modèle L-549.                                                      |
| C-69D   | projet de version de transport VIP. |
| XC-69E  | le prototype XC-69 converti en banc d'essais moteur. Il reçoit quatre moteurs Pratt & Whitney R-2800 Double Wasp.                                                     |
| C-121A  | le C-121 est la version de transport militaire d'un L-749 amélioré mis en service en 1948. Plancher renforcé, porte cargo sur le côté gauche à l'arrière du fuselage. |
| VC-121A | appareil de transport VIP, conversion du C-121A. |
| VC-121B | transport VIP pour le président des États-Unis. |
| C-121C  | R7V-1 avec des moteurs R-3350-34 de 3 400 ch chacun ; basé sur le L-1049.                                                                                             |
| JC-121C | deux C-121C et un TC-121C utilisés comme bancs d'essais pour l'avionique.                                                                                             |
| NC-121C | un C-121C converti pour une utilisation permanente comme avion d'essai.                                                                                               |
| RC-121C | radar aéroporté à long rayon d'action de l'USAF analogue au WV-2 de la Navy.                                                                                          |
| TC-121C | neuf RC-121C convertis en avions d'entraînement pour les systèmes d'alerte aéroportés ; devient par la suite le EC-121C.                                              |
| VC-121C | version VIP du C-121C ; Quatre exemplaires construits. |

| EC-121D | versions d'alerte Big Eye/College Eye/Disco, initialement désignées RC-121D.                                |
| NC-121D | WV-2 converti pour observer des objets à grande vitesse dans l'atmosphère ; surnommé la « triple mamelle ». |
| RC-121D | WV-2 avec des réservoirs de saumon d'aile ; redésigné ultérieurement EC-121D.                               |

| VC-121E      | transport VIP pour le président des États-Unis.                                            |
| YC-121F (en) | deux prototype R7V-1 avec des turbopropulseurs Pratt & Whitney T34-P-6 de 6 000 ch chacun. |
| C-121G       | trente deux R7V-1 de la Navy livrés à l'USAF.                                              |
| TC-121G      | désignation donnée à neuf C-121G convertis en avions d'entraînement.                       |
| VC-121G      | un C-121G utilisé temporairement comme avion de transport VIP.                             |
| EC-121H      | quarante deux EC-121D avec une électronique améliorée.                                     |
| C-121J       | R7V-1 de la Navy redésigné.                                                                |
| EC-121J      | deux EC-121D avec une électronique améliorée.                                              |

| NC-121J  | sept C-121J modifiés pour envoyer des émissions de télévision aux troupes mobilisées au Viêt Nam. |
| VC-121J  | quatre C-121J convertis pour un usage VIP. Un sert avec les Blue Angels.                          |
| EC-121K  | WV-2 Warning Star de la Navy redésigné.                                                           |
| JC-121K  | un EC-121K utilisé comme banc d'essai pour l'avionique.                                           |
| NC-121K  | EC-121K utilisé par la Navy.                                                                      |
| EC-121L  | WV-2E de la Navy redésigné.                                                                       |
| EC-121M  | WV-2Q de la Navy redésigné.                                                                       |
| WQC-121N | WV-3 de la Navy redésigné.                                                                        |
| EC-121P  | EC-121K équipé pour la lutte anti-sous-marine.                                                    |
| EC-121Q  | EC-121D avec une électronique améliorée.                                                          |

| EC-121R « BatCat » | EC-121K et EC-121P équipés pour traiter les signaux provenant d'instruments sismiques.                                                   |
| NC-121S            | version de guerre électronique et de reconnaissance.                                                                                     |
| EC-121T            | radar amélioré. |
| R7O-1              | désignation initiale de la Navy du R7V-1 basé sur le L-1049D ; moteurs R-3350 de 3 250 ch chacun.                                        |
| R7V-1              | redésignation du R7O-1 ; redésigné plus tard C-121J.                                                                                     |
| R7V-1P             | un R7V-1 modifié pour être utilisé en Arctique.                                                                                          |
| R7V-2 (en)         | quatre prototypes avec des turbopropulseurs Pratt & Whitney YT34-P-12A de 4 140 ch chacun. Deux sont livrés comme prototypes du YC-121F. |
| PO-1W              | deux avions de patrouille maritime équipés d'un radar de recherche, basé sur le L-749, redésigné ultérieurement WV-1.                    |

| PO-2W Warning Star | avion radar, moteurs R-3350-34 ou R-3350-42 de 3 400 ch chacun, basé sur le L-1049, redésigné ultérieurement WV-2. |
| WV-1               | redésignation du PO-1W. |
| WV-2 Warning Star  | redésignation du PO-2W ; redésigné plus tard EC-121K. |
| WV-2E              | version expérimentale du WV-2 modifiée pour emporter un dôme radar rotatif similaire à celui du E-3 Sentry ; redésigne plus tard EC-121L. |
| WV-2Q              | WV-2 équipé pour la guerre électronique, redésigné plus tard EC-121M. |
| WV-3               | huit appareils équipés pour la reconnaissance météo ; redésignés plus tard WQC-121N. |
| XW2V-1             | le XW2V-1 est un projet de version radar du WV-2 destiné à la Navy, avec la voilure du Starliner. Il doit être équipé de quatre moteurs Allison T56-A8 et de missiles pour se protéger contre les chasseurs. Considérablement différent de ses prédécesseurs, il reçoit la désignation Lockheed L-084. |

## Anciens utilisateurs
Après la livraison de la commande initiale de la TWA, postérieurement à la Seconde Guerre mondiale, les clients suivent rapidement, avec plus de huit cents appareils construits. En service dans l'aviation militaire, la Navy et l'Air Force utilisent la version EC-121 Warning Star (en) jusqu'en 1978, près de quarante ans après les débuts du L-049. Cubana de Aviación est la première compagnie aérienne d'Amérique latine à utiliser le Super Constellation de même que Pakistan International Airlines est la première compagnie d'un pays asiatique à l'exploiter.

### Civils
États-Unis
- Alaska Airlines ;
- American Airlines ;
- American Overseas Airlines ;
- Braniff International Airways ;
- Capital Airlines ;
- Chicago and Southern Air Lines ;
- Delta Air Lines ;
- Eastern Air Lines ;
- Federal Aviation Administration ;
- Flying Tiger Line ;
- Great Lakes Airlines ;
- Imperial Airlines ;
- Intercontinent Airways ;
- Miami Airlines ;
- Modern Air Transport ;
- NASA ;
- National Airlines ;
- Northwest Orient Airlines ;
- Pacific Northern Airlines ;
- Pan American World Airways ;
- Regina Cargo Airlines ;
- Seaboard & Western Airlines ;
- Seaboard World Airlines ;
- Slick Airways ;
- South Pacific Airlines ;
- Trans World Airlines ;
- United States Airways ;
- Western Airlines ;
- Wien Air Alaska.

- Allemagne : Lufthansa.
- Argentine :
  - Aerolíneas Carreras ;
  - Aerolíneas Entre Ríos ;
  - Trans Atlántica Argentina ;
  - Transcontinental.
- Australie : Qantas.
- Autriche : Aero Transport.
- Belgique : Sabena (loué à Western Airlines).
- Brésil :
  - Panair do Brasil ;
  - Real Transportes Aéreos ;
  - Varig.
- Canada :
  - Nordair ;
  - Trans-Canada Airlines.
- Chili : Transportes Aéreos Squella.
- Colombie :
  - Avianca ;
  - Lanza.
- Corée du Sud : Korean National Airlines.
- Cuba : Cubana de Aviación.
- Espagne : Iberia.
- France : Air France.
- Haïti : Air Haïti International.
- Inde : Air India.
- Hong Kong : Hong Kong Airways.
- Irlande : Aer Lingus.
- Israël : El Al.
- Luxembourg : Luxair.
- Maroc : Royal Air Maroc.
- Mexique :
  - Aeronaves de México ;
  - Aerovías Guest.
- Pakistan : Pakistan International Airlines.
- Panama : Líneas Aéreas de Panama.
- Paraguay : Lloyd Aéreo Paraguayo.
- Pays-Bas : KLM.
- Pérou :
  - Lansa ;
  - Perú Internacional - Copisa ;
  - Trans-Peruana.
- Portugal : Transportes Aéreos Portugueses.
- République de Chine (Taïwan) : China Airlines.
- République dominicaine :
  - Aerolineas Mundo-AMSA ;
  - Aerotours Dominicano ;
  - Aerovías Quisqueyana.
- Royaume-Uni :
  - ACE Freighters ;
  - British Overseas Airways Corporation ;
  - Britannia Airways ;
  - Euravia ;
  - Falcon Airways ;
  - Trans European Aviation ;
  - Skyways of London ;
  - Universal Sky Tours.
- Sénégal : Gouvernement du Sénégal.
- Sri Lanka : Air Ceylon.
- Thaïlande : Thai Airways Company.
- Tunisie : Air Afrique.
- Union d'Afrique du Sud :
  - South African Airways ;
  - Trek Airways.
- Uruguay : Aerolíneas Uruguayas.
- Venezuela : Linea Aeropostal Venezolana.

### Militaires
- France : Armée de l'air.
- États-Unis :
  - United States Air Force ;
  - United States Navy.
- Inde :
  - Force aérienne indienne ;
  - Marine indienne.
- Indonésie : Force aérienne de l'armée nationale indonésienne.
- Israël : Force aérienne et spatiale israélienne.

## Utilisateurs actuels

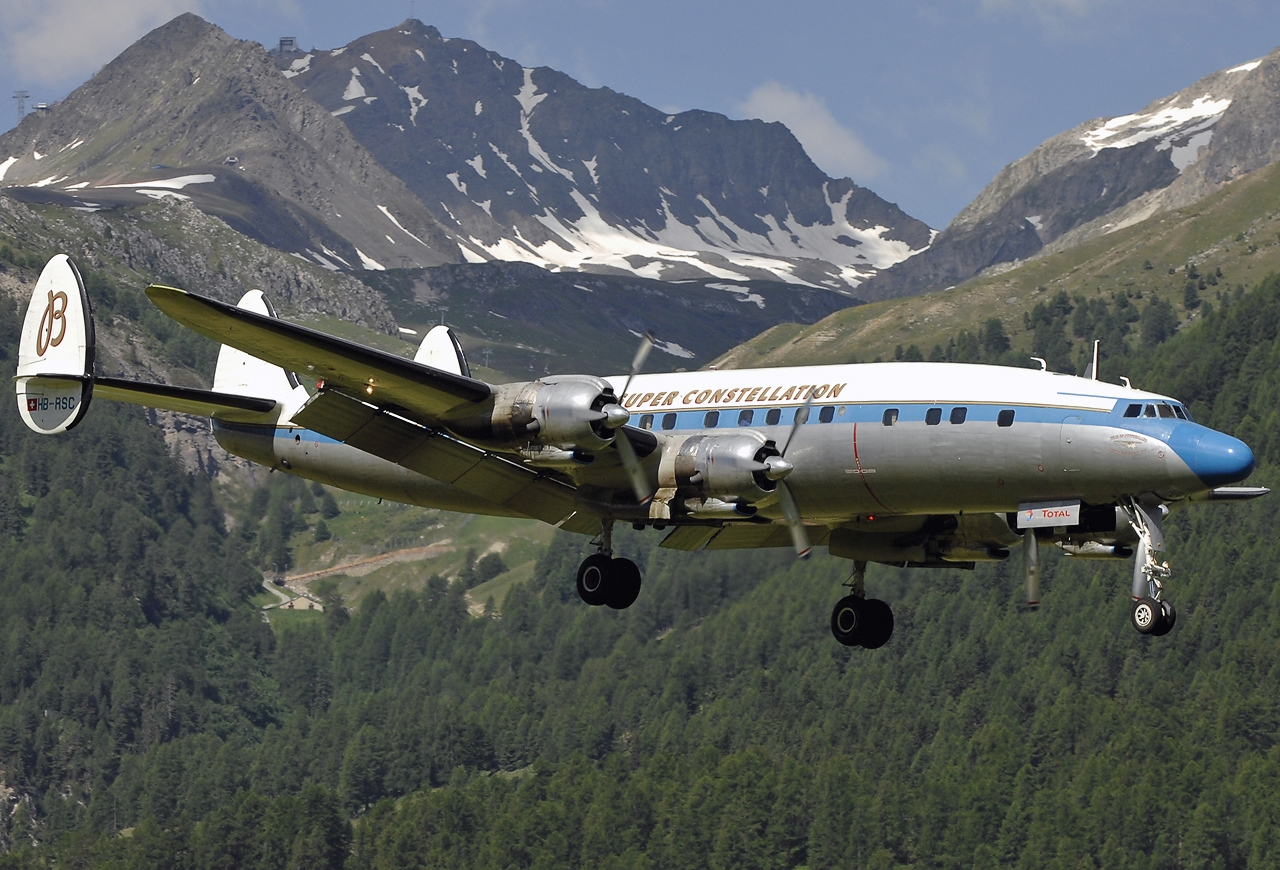
Le Breitling Super Constellation HB-RSC en phase atterrissage à l'aéroport de Samedan-Engadin.

En 2004, l'association suisse Super Constellation Flyers Association et la marque horlogère Breitling achètent aux États-Unis un Super Constellation (C-121C) sous l'immatriculation N73544. Après les nécessaires travaux, une révision complète et le remplacement d'un moteur, le vol vers la Suisse débute le 28 avril avec trente passagers à son bord. Le 2 mai 2004, la traversée de l'Atlantique se fait entre Stephenville au Canada et Prestwick en Écosse en huit heures quarante cinq. Au décollage, l'avion est à pleine charge, ses réservoirs contiennent vingt cinq mille litres de carburant, soit treize heures d’autonomie. En raison de l'absence de dégivreurs et de pressurisation, le vol s'effectue à moins de trois mille mètres d'altitude.
L'appareil est ensuite stationné à l'aéroport de Bâle-Mulhouse-Fribourg et effectue des vols de présentation durant des meetings aériens et des vols touristiques. Le Super Constellation L1049 immatriculé HB-RSC est l'un des trois appareils de ce modèle volant encore dans le monde et le seul en Europe.
Cependant, en septembre 2017, Breitling arrête de sponsoriser l'avion et, en été 2018, le crash d'un Junkers des années 1930 aux Grisons amène l'Office fédéral de l'aviation civile à réviser les lois sur les appareils historiques. Un problème vient alors : le Super Constellation présente de la corrosion dans les ailes ; de ce fait, l'avion n'est alors plus autorisé à voler. Comme des ailes de ce type sont introuvables, il faut en reconstruire de nouvelles. Cependant l'association manque de fonds et finalement décide, en 2019, de vendre l'avion à des investisseurs allemands.

## Anecdotes
Depuis 1976, le F-BHBG est exposé dans la commune du Juch dans le Finistère, à l'emplacement de la discothèque Le Moulin, où il est même envisagé de l'aménager en boîte de nuit,.
De 1967 à 1979, le F-BGNB a servi d'attraction au zoo de Saint-Vincent-de-Tyrosse dans les Landes, date à laquelle il est ferraillé.
De 1968 à 1976, le F-BGNF a servi d'attraction au Parc Bagatelle dans le Pas-de-Calais. Démonté en mai 1976 et transporté sur quelques dizaines de kilomètres à Marquise pour devenir un restaurant, il est finalement ferraillé en 1995.